# Marko Yli-Hannuksela
Marko Juhani Yli-Hannuksela (* 21. prosince 1973 Ilmajoki) je bývalý finský zápasník – klasik, olympijský medailista z roku 2000 a 2004.

## Sportovní kariéra
Pochází z tradičního zápasnického regionu Jižní Ostrobotnie (Pohjanmaa). Zápasení se věnoval od útlého dětství pod vedením svého otce Seppa v klubu Ilmajoen Kisailijat. Specializoval se na zápas řecko-římský. Ve finské mužské reprezentaci se pohyboval od roku 1994 v lehké váze do 68 kg.
V roce 1996 se pátým místem na mistrovství Evropy v Budapešti kvalifikoval na olympijské hry v Atlaně. Ve druhém kole prohrál s Kamandarem Madžidovem z Běloruska 0:5 na technické body a v opravách ho z olympijského turnaje vyřadil Bulhar Biser Georgiev těsnou porážkou na pomocná kritéria (pasivita).
Od roku 1997 přestoupil do vyšší velterové váhy do 76 kg a na zářijovém mistrovství světa ve Vratislavi získal titul mistra světa. V roce 2000 se kvalifikoval na olympijské hry v Sydney. V úvodním kole tříčlenné skupiny porazil nebezpečného Francouze Yvona Riemera 4:1 na technické body a ve druhém zápase potvrdil formu těsným vítězstvím nad mistrem světa z roku 1998 Kazachem Bachtijarem Bajsejitovem 4:3 na technické body. Z prvního místa ve skupině postoupil do čtvrtfinále, ve kterém porazil svého velkého rivala jižního Korejce Kim Čin-sua 3:0 na technické body. V semifinále prohrál v pro Finy kontroverzním zápase s Kabarďanem Muratem Kardanovem z Ruska v prodloužení 0:3 na technické body. V souboji o třetí místo porazil Davita Manukjana z Ukrajiny a získal bronzovou olympijskou medaili.
V roce 2003 se sedmým místem na říjnovém mistrovství světa v Créteil kvalifikoval na olympijské hry v Athénách. Z hratelné tříčlenné skupiny postoupil z prvního místa bez ztráty technického bodu do čtvrtfinále proti favorizovanému Kubánci Filibertu Azcuyovi. Vyrovnaný souboj s Kubáncem rozhodly nařízené klinče, ve kterých jsou Finové tradičně silní díky tradičnímu zápasu rintapaini. Rozhodující bod získal po klinči na začátku prodloužení a zvítězil nad dvojnásobným olympijským vítězem 3:1 na technické body. V semifinále porazil Švýcara Reto Buchera 3:0 na technické body a postoupil do finále proti Gruzínci Aleksandru Dochturišvilimu v barvách Uzbekistánu. Po minutě finálového zápasu ho rozhodčí poslal za pasivitu do parteru, ve kterém se neubránil a Dochturišvili ho dvěma koršuny dostal do bodové ztráty 0:4 na technické body. Bodovou ztrátu se mu nepodařilo do konce hrací doby smazat a po porážce 1:4 na technické body získal stříbrnou olympijskou medaili.
V roce 2008 překvapivě neuspěl v třífázové olympijské kvalifikaci na olympijské hry v Pekingu, když na posledním kvalifikačním turnaji v srbském Novim Sadu prohrál s Íráncem Modžtabou Babadžanzadem. Vzápětí ukončil sportovní kariéru. Věnuje se trenérské práci.

### Výsledky
| Turnaj             | 1991 | 1992 | 1993 | 1994 | 1995 | 1996 | 1997 | 1998 | 1999 | 2000 | 2001 | 2002 | 2003 | 2004 | 2005 | 2006 | 2007 |
| Turnaj             | 18   | 19   | 20   | 21   | 22   | 23   | 24   | 25   | 26   | 27   | 28   | 29   | 30   | 31   | 32   | 33   | 34   |
| Turnaj             | −68  | −68  | −68  | −68  | −68  | −68  | −76  | −76  | −76  | −76  | −76  | −74  | −74  | −74  | −74  | −74  | −74  |
| ------------------ | ---- | ---- | ---- | ---- | ---- | ---- | ---- | ---- | ---- | ---- | ---- | ---- | ---- | ---- | ---- | ---- | ---- |
| Olympijské hry     |      | —    |      |      |      | úč.  |      |      |      | 3.   |      |      |      | 2.   |      |      |      |
| Mistrovství světa  | —    |      | —    | 6.   | 8.   |      | 1.   | úč.  | úč.  |      | 6.   | úč.  | 7.   |      | 3.   | 2.   | úč.  |
| Mistrovství Evropy | —    | —    | —    | úč.  | 3.   | 5.   | 4.   | 7.   | 6.   | úč.  | úč.  | 3.   | 8.   | —    | —    | —    | úč.  |
| MS nadějí          | —    |      | 2.   |      |      |      |      |      |      |      |      |      |      |      |      |      |      |
| ME nadějí          |      | 4.   |      |      |      |      |      |      |      |      |      |      |      |      |      |      |      |
| MS juniorů         | 8.   |      |      |      |      |      |      |      |      |      |      |      |      |      |      |      |      |

### Olympijské hry a mistrovství světa
| Olympijské hry a mistrovství světa                | Olympijské hry a mistrovství světa                | Olympijské hry a mistrovství světa                | Olympijské hry a mistrovství světa                | Olympijské hry a mistrovství světa                | Olympijské hry a mistrovství světa                | Olympijské hry a mistrovství světa                | Olympijské hry a mistrovství světa                | Olympijské hry a mistrovství světa                | Olympijské hry a mistrovství světa                | Olympijské hry a mistrovství světa                |
| Kolo                                              | Výsledek                                          | Bilance                                           | Soupeř                                            | Výsledek                                          | KB                                                | ∑KB                                               | Styl                                              | Datum                                             | Turnaj                                            | Místo                                             |
| 2007 Mistrovství světa do 74 kg v klasickém stylu | 2007 Mistrovství světa do 74 kg v klasickém stylu | 2007 Mistrovství světa do 74 kg v klasickém stylu | 2007 Mistrovství světa do 74 kg v klasickém stylu | 2007 Mistrovství světa do 74 kg v klasickém stylu | 2007 Mistrovství světa do 74 kg v klasickém stylu | 2007 Mistrovství světa do 74 kg v klasickém stylu | 2007 Mistrovství světa do 74 kg v klasickém stylu | 2007 Mistrovství světa do 74 kg v klasickém stylu | 2007 Mistrovství světa do 74 kg v klasickém stylu | 2007 Mistrovství světa do 74 kg v klasickém stylu |
| ------------------------------------------------- | ------------------------------------------------- | ------------------------------------------------- | ------------------------------------------------- | ------------------------------------------------- | ------------------------------------------------- | ------------------------------------------------- | ------------------------------------------------- | ------------------------------------------------- | ------------------------------------------------- | ------------------------------------------------- |
| 1/16                                              | prohra                                            | 36–13                                             | Julian Kwit (POL)                                 | 0–2 (1:1*, 1:1*)                                  | 1                                                 | 7                                                 | Zápas řecko-římský                                | 18. září 2007                                     | Mistrovství světa                                 | Baku, Ázerbájdžán                                 |
| 1/32                                              | vítězství                                         |                                                   | Arsen Džulfalakjan (ARM)                          | 2–1 (2:1, 1:3, 4:2)                               | 3                                                 | 6                                                 | Zápas řecko-římský                                | 18. září 2007                                     | Mistrovství světa                                 | Baku, Ázerbájdžán                                 |
| 1/64                                              | vítězství                                         |                                                   | Eerik Aps (EST)                                   | 2–0 (3:1, 1*:1)                                   | 3                                                 | 3                                                 | Zápas řecko-římský                                | 18. září 2007                                     | Mistrovství světa                                 | Baku, Ázerbájdžán                                 |
| 2006 Mistrovství světa do 74 kg v klasickém stylu |                                                   |                                                   |                                                   |                                                   |                                                   |                                                   |                                                   |                                                   |                                                   |                                                   |
| finále                                            | prohra                                            |                                                   | Volodymyr Šackych (UKR)                           | 0–2 (1:2, 0:4)                                    | 1                                                 | 13                                                | Zápas řecko-římský                                | 26. září 2006                                     | Mistrovství světa                                 | Kanton, Čína                                      |
| semifinále                                        | vítězství                                         |                                                   | Manučar Kvirkvelija (GEO)                         | 2–1 (2:1, 1:2, 2:1)                               | 3                                                 | 12                                                | Zápas řecko-římský                                | 26. září 2006                                     | Mistrovství světa                                 | Kanton, Čína                                      |
| čtvrtfinále                                       | vítězství                                         |                                                   | T.C. Dantzler (USA)                               | 2–1 (1:1*, 7:0, 4:2)                              | 3                                                 | 9                                                 | Zápas řecko-římský                                | 26. září 2006                                     | Mistrovství světa                                 | Kanton, Čína                                      |
| 1/16                                              | vítězství                                         |                                                   | Odelis Herrero (CUB)                              | 2–1 (2:3, 3*:3, 2*:2)                             | 3                                                 | 6                                                 | Zápas řecko-římský                                | 26. září 2006                                     | Mistrovství světa                                 | Kanton, Čína                                      |
| 1/32                                              | vítězství                                         |                                                   | Roman Meljošin (KAZ)                              | 2–1 (0:2, 3:0, 3:0)                               | 3                                                 | 3                                                 | Zápas řecko-římský                                | 26. září 2006                                     | Mistrovství světa                                 | Kanton, Čína                                      |
| 2005 Mistrovství světa do 74 kg v klasickém stylu |                                                   |                                                   |                                                   |                                                   |                                                   |                                                   |                                                   |                                                   |                                                   |                                                   |
| o bronz                                           | vítězství                                         |                                                   | Reto Bucher (SUI)                                 | 2–0 (2:1, 4:0)                                    | 3                                                 | 16                                                | Zápas řecko-římský                                | 1. říjen 2005                                     | Mistrovství světa                                 | Budapešť, Maďarsko                                |
| opravy                                            | vítězství                                         |                                                   | Ilgar Abdulov (AZE)                               | nenastoupil                                       | 5                                                 | 13                                                | Zápas řecko-římský                                | 1. říjen 2005                                     | Mistrovství světa                                 | Budapešť, Maďarsko                                |
| opravy                                            | vítězství                                         |                                                   | Edwin Abreu (DOM)                                 | lopatky (2:43)                                    | 5                                                 | 8                                                 | Zápas řecko-římský                                | 1. říjen 2005                                     | Mistrovství světa                                 | Budapešť, Maďarsko                                |
| 1/16                                              | prohra                                            |                                                   | Mark Madsen (DEN)                                 | pasivita (4:00)                                   | 0                                                 | 3                                                 | Zápas řecko-římský                                | 1. říjen 2005                                     | Mistrovství světa                                 | Budapešť, Maďarsko                                |
| 1/32                                              | vítězství                                         |                                                   | Roman Meljošin (KAZ)                              | 2–0 (6:0, 2:1)                                    | 3                                                 | 3                                                 | Zápas řecko-římský                                | 1. říjen 2005                                     | Mistrovství světa                                 | Budapešť, Maďarsko                                |
| 2004 Olympijské hry do 74 kg v klasickém stylu    |                                                   |                                                   |                                                   |                                                   |                                                   |                                                   |                                                   |                                                   |                                                   |                                                   |
| finále                                            | prohra                                            |                                                   | Aleksandre Dochturišvili (UZB)                    | tech. body (1:4)                                  | 1                                                 | 13                                                | Zápas řecko-římský                                | 25.–26. srpen 2004                                | Olympijské hry                                    | Athény, Řecko                                     |
| semifinále                                        | vítězství                                         |                                                   | Reto Bucher (SUI)                                 | tech. body (3:0)                                  | 3                                                 | 12                                                | Zápas řecko-římský                                | 25.–26. srpen 2004                                | Olympijské hry                                    | Athény, Řecko                                     |
| čtvrtfinále                                       | vítězství                                         |                                                   | Filiberto Azcuy (CUB)                             | tech. body (3:1)                                  | 3                                                 | 9                                                 | Zápas řecko-římský                                | 25.–26. srpen 2004                                | Olympijské hry                                    | Athény, Řecko                                     |
| 2. skupina                                        | vítězství                                         |                                                   | Danijar Köbönov (KGZ)                             | tech. body (4:0)                                  | 3                                                 | 6                                                 | Zápas řecko-římský                                | 25.–26. srpen 2004                                | Olympijské hry                                    | Athény, Řecko                                     |
| 2. skupina                                        | vítězství                                         |                                                   | Kacuhiko Nagata (JPN)                             | tech. body (3:0)                                  | 3                                                 | 3                                                 | Zápas řecko-římský                                | 25.–26. srpen 2004                                | Olympijské hry                                    | Athény, Řecko                                     |
| 2003 Mistrovství světa do 74 kg v klasickém stylu |                                                   |                                                   |                                                   |                                                   |                                                   |                                                   |                                                   |                                                   |                                                   |                                                   |
| čtvrtfinále                                       | prohra                                            |                                                   | Kim Čin-su (KOR)                                  | tech. body (1:4)                                  | 1                                                 | 11                                                | Zápas řecko-římský                                | 3.–5. říjen 2003                                  | Mistrovství světa                                 | Créteil, Francie                                  |
| 1/16                                              | vítězství                                         |                                                   | Kacuhiko Nagata (JPN)                             | tech. body (12:8)                                 | 3                                                 | 10                                                | Zápas řecko-římský                                | 3.–5. říjen 2003                                  | Mistrovství světa                                 | Créteil, Francie                                  |
| 10. skupina                                       | vítězství                                         |                                                   | Ranbír Singh (IND)                                | tech. přev. (4:36)                                | 4                                                 | 7                                                 | Zápas řecko-římský                                | 3.–5. říjen 2003                                  | Mistrovství světa                                 | Créteil, Francie                                  |
| 10. skupina                                       | vítězství                                         |                                                   | Reto Bucher (SUI)                                 | tech. body (8:1)                                  | 3                                                 | 3                                                 | Zápas řecko-římský                                | 3.–5. říjen 2003                                  | Mistrovství světa                                 | Créteil, Francie                                  |
| 2002 Mistrovství světa do 74 kg v klasickém stylu |                                                   |                                                   |                                                   |                                                   |                                                   |                                                   |                                                   |                                                   |                                                   |                                                   |
| čtvrtfinále                                       | prohra                                            |                                                   | Badri Chasaija (GEO)                              | tech. body (2:5)                                  | 1                                                 | 7                                                 | Zápas řecko-římský                                | 21.–22. září 2002                                 | Mistrovství světa                                 | Moskva, Rusko                                     |
| 1. skupina                                        | vítězství                                         |                                                   | Alberto Recuero (ESP)                             | tech. body (3:0)                                  | 3                                                 | 6                                                 | Zápas řecko-římský                                | 21.–22. září 2002                                 | Mistrovství světa                                 | Moskva, Rusko                                     |
| 1. skupina                                        | vítězství                                         |                                                   | Mohammad Babulfath (SWE)                          | tech. body (5:3)                                  | 3                                                 | 3                                                 | Zápas řecko-římský                                | 21.–22. září 2002                                 | Mistrovství světa                                 | Moskva, Rusko                                     |
| 2001 Mistrovství světa do 76 kg v klasickém stylu |                                                   |                                                   |                                                   |                                                   |                                                   |                                                   |                                                   |                                                   |                                                   |                                                   |
| čtvrtfinále                                       | prohra                                            |                                                   | Kim Čin-su (KOR)                                  | tech. body (0:3)                                  | 0                                                 | 10                                                | Zápas řecko-římský                                | 6.–8. prosince 2001                               | Mistrovství světa                                 | Patra, Řecko                                      |
| 1/16                                              | vítězství                                         |                                                   | Artur Michalkiewicz (POL)                         | tech. body (4:1)                                  | 3                                                 | 10                                                | Zápas řecko-římský                                | 6.–8. prosince 2001                               | Mistrovství světa                                 | Patra, Řecko                                      |
| 1. skupina                                        | vítězství                                         |                                                   | Taiči Suga (JPN)                                  | tech. přev. (2:04)                                | 4                                                 | 7                                                 | Zápas řecko-římský                                | 6.–8. prosince 2001                               | Mistrovství světa                                 | Patra, Řecko                                      |
| 1. skupina                                        | vítězství                                         |                                                   | Tano Prošeski (BUL)                               | tech. body (3:0)                                  | 3                                                 | 3                                                 | Zápas řecko-římský                                | 6.–8. prosince 2001                               | Mistrovství světa                                 | Patra, Řecko                                      |
| 2000 Olympijské hry do 76 kg v klasickém stylu    |                                                   |                                                   |                                                   |                                                   |                                                   |                                                   |                                                   |                                                   |                                                   |                                                   |
| o bronz                                           | vítězství                                         |                                                   | Davit Manukjan (UKR)                              | tech. body (4:2)                                  | 3                                                 | 12                                                | Zápas řecko-římský                                | 25.–26. srpen 2004                                | Olympijské hry                                    | Sydney, Austrálie                                 |
| semifinále                                        | prohra                                            |                                                   | Murat Kardanov (RUS)                              | tech. body (3:0)                                  | 0                                                 | 9                                                 | Zápas řecko-římský                                | 25.–26. srpen 2004                                | Olympijské hry                                    | Sydney, Austrálie                                 |
| čtvrtfinále                                       | vítězství                                         |                                                   | Kim Čin-su (KOR)                                  | tech. body (3:0)                                  | 3                                                 | 9                                                 | Zápas řecko-římský                                | 25.–26. srpen 2004                                | Olympijské hry                                    | Sydney, Austrálie                                 |
| 2. skupina                                        | vítězství                                         |                                                   | Bachtijar Bajsejitov (KAZ)                        | tech. body (4:3)                                  | 3                                                 | 6                                                 | Zápas řecko-římský                                | 25.–26. srpen 2004                                | Olympijské hry                                    | Sydney, Austrálie                                 |
| 2. skupina                                        | vítězství                                         |                                                   | Yvon Riemer (FRA)                                 | tech. body (4:1)                                  | 3                                                 | 3                                                 | Zápas řecko-římský                                | 25.–26. srpen 2004                                | Olympijské hry                                    | Sydney, Austrálie                                 |
| 1999 Mistrovství světa do 76 kg v klasickém stylu |                                                   |                                                   |                                                   |                                                   |                                                   |                                                   |                                                   |                                                   |                                                   |                                                   |
| čtvrtfinále                                       | prohra                                            |                                                   | Murat Kardanov (RUS)                              | tech. body (2:4)                                  | 1                                                 | 7                                                 | Zápas řecko-římský                                | 23.–25. září 1999                                 | Mistrovství světa                                 | Pireus, Řecko                                     |
| 11. skupina                                       | vítězství                                         |                                                   | Konstantin Schneider (GER)                        | tech. body (7:0)                                  | 3                                                 | 6                                                 | Zápas řecko-římský                                | 23.–25. září 1999                                 | Mistrovství světa                                 | Pireus, Řecko                                     |
| 11. skupina                                       | vítězství                                         |                                                   | Nazim Ahmadov (AZE)                               | tech. body (8:1)                                  | 3                                                 | 3                                                 | Zápas řecko-římský                                | 23.–25. září 1999                                 | Mistrovství světa                                 | Pireus, Řecko                                     |
| 1998 Mistrovství světa do 76 kg v klasickém stylu |                                                   |                                                   |                                                   |                                                   |                                                   |                                                   |                                                   |                                                   |                                                   |                                                   |
| opravy                                            | prohra                                            |                                                   | Levon Gegamjan (ARM)                              | tech. body (1:2)                                  | 1                                                 | 8                                                 | Zápas řecko-římský                                | 27.–29. srpna 1998                                | Mistrovství světa                                 | Gävle, Švédsko                                    |
| opravy                                            | vítězství                                         |                                                   | Tamás Berzicza (HUN)                              | tech. body (3:0)                                  | 3                                                 | 7                                                 | Zápas řecko-římský                                | 27.–29. srpna 1998                                | Mistrovství světa                                 | Gävle, Švédsko                                    |
| 3. kolo                                           | prohra                                            |                                                   | Filiberto Azcuy (CUB)                             | tech. body (2:4)                                  | 1                                                 | 4                                                 | Zápas řecko-římský                                | 27.–29. srpna 1998                                | Mistrovství světa                                 | Gävle, Švédsko                                    |
| 2. kolo                                           | vítězství                                         |                                                   | Dalibor Bušić (YUG)                               | tech. body (9:0)                                  | 3                                                 | 3                                                 | Zápas řecko-římský                                | 27.–29. srpna 1998                                | Mistrovství světa                                 | Gävle, Švédsko                                    |
| 1997 Mistrovství světa do 76 kg v klasickém stylu |                                                   |                                                   |                                                   |                                                   |                                                   |                                                   |                                                   |                                                   |                                                   |                                                   |
| finále                                            | vítězství                                         |                                                   | Tamás Berzicza (HUN)                              | tech. body (3:1)                                  | 3                                                 | 16                                                | Zápas řecko-římský                                | 11.–13. září 1997                                 | Mistrovství světa                                 | Vratislav, Polsko                                 |
| 4. kolo                                           | vítězství                                         |                                                   | Nazmi Avluca (TUR)                                | tech. body (0*:0)                                 | 3                                                 | 13                                                | Zápas řecko-římský                                | 11.–13. září 1997                                 | Mistrovství světa                                 | Vratislav, Polsko                                 |
| 3. kolo                                           | vítězství                                         |                                                   | Han Čchi-ho (KOR)                                 | tech. body (4:0)                                  | 3                                                 | 10                                                | Zápas řecko-římský                                | 11.–13. září 1997                                 | Mistrovství světa                                 | Vratislav, Polsko                                 |
| 2. kolo                                           | vítězství                                         |                                                   | Dalibor Bušić (YUG)                               | tech. body (9:1)                                  | 3                                                 | 7                                                 | Zápas řecko-římský                                | 11.–13. září 1997                                 | Mistrovství světa                                 | Vratislav, Polsko                                 |
| 1. kolo                                           | vítězství                                         |                                                   | Matt Lindland (USA)                               | pasivita (3:05)                                   | 4                                                 | 4                                                 | Zápas řecko-římský                                | 11.–13. září 1997                                 | Mistrovství světa                                 | Vratislav, Polsko                                 |
| 1996 Olympijské hry do 68 kg v klasickém stylu    |                                                   |                                                   |                                                   |                                                   |                                                   |                                                   |                                                   |                                                   |                                                   |                                                   |
| opravy                                            | prohra                                            |                                                   | Biser Georgiev (BUL)                              | tech. body (1:1*)                                 | 1                                                 | 4                                                 | Zápas řecko-římský                                | 20.–21. července 1996                             | Olympijské hry                                    | Atlanta, Spojené státy                            |
| 2. kolo                                           | prohra                                            |                                                   | Kamandar Madžidov (BLR)                           | tech. body (0:5)                                  | 0                                                 | 3                                                 | Zápas řecko-římský                                | 20.–21. července 1996                             | Olympijské hry                                    | Atlanta, Spojené státy                            |
| 1. kolo                                           | vítězství                                         |                                                   | Rustam Adži (UKR)                                 | tech. body (6:2)                                  | 3                                                 | 3                                                 | Zápas řecko-římský                                | 20.–21. července 1996                             | Olympijské hry                                    | Atlanta, Spojené státy                            |
| 1995 Mistrovství světa do 68 kg v klasickém stylu |                                                   |                                                   |                                                   |                                                   |                                                   |                                                   |                                                   |                                                   |                                                   |                                                   |
| 1994 Mistrovství světa do 68 kg v klasickém stylu |                                                   |                                                   |                                                   |                                                   |                                                   |                                                   |                                                   |                                                   |                                                   |                                                   |